# پل مازورسکی
پل مازورسکی (به انگلیسی: Paul Mazursky) کارگردان، فیلم‌نامه‌نویس و بازیگر آمریکایی و یکی از بهترین سینماگران دهه ۱۹۷۰ و از استادان کمدی اجتماعی
پل مازورسکی هم بازیگر سینما و تلویزیون بود و هم سناریست و کارگردان چند فیلم معتبر.

## زندگی
اروین لارنس مازورسکی (به انگلیسی: Irwin Lawrence Mazursky) از پدری کارگر و مادری ماشین‌نویس در ۲۵ آوریل ۱۹۳۰ در شهر نیویورک به دنیا آمد. پدر و مادرش از مهاجران اوکراینی بودند.
پل مازورسکی پس از تحصیل ادبیات به بازی در فیلم پرداخت و از جمله در اولین فیلم استنلی کوبریک ظاهر شد. مدتی نیز در تئاتر به عنوان بازیگر به روی صحنه رفت تا اینکه به فیلمنامه‌نویسی روی آورد . بعد از مدتی اولین فیلمش را در ۱۹۷۰ کارگردانی کرد.
در کارنامه سینمایی او کمتر فیلمی بد و ناموفق بوده‌است. بیشتر فیلم‌های او هم نظر منتقدان را جلب کرده‌است و هم علاقه عامه تماشاگران را.
مازورسکی در ده‌ها فیلم سینمایی و تلویزیونی بازی کرد و روی هم ۱۷ فیلم سینمایی ساخت. درونمایه بیشتر فیلم‌های او درام‌های خانوادگی است، با رگه‌هایی انتقادی از "سبک زندگی آمریکایی".
مازورسکی کار در سینما را با هنرپیشگی شروع کرد. نخستین بازی او در فیلم "هراس و هوس" (۱۹۵۳) به کارگردانی استنلی کوبریک بود، و با فیلم‌هایی به کارگردانی ریچارد بروکس، برایان دی پالما و دیگران ادامه یافت.

## سینماگری مؤلف
مازورسکی بیشتر به خاطر سناریوهای ماهرانه و خوش‌ساخت به شهرت رسید: او در سال ۱۹۶۹ برای فیلمنامه کمدی "باب و کارول و تد و الیس" نامزد اسکار شد، در سال ۱۹۷۴ برای سناریوی فیلم "هری و تونتو"، در سال ۱۹۸۹ برای "دشمنان، یک داستان عاشقانه" و...
مل بروکس، از سینماگران ژانر کمدی، پس از مرگ دوستش در توییتر گفته است: "مازورسکی یکی از بااستعدادترین فیلسمازان و فیلمنامه‌نویسان ما بود. او فلینی امریکا بود."
مازورسکی در اواخر دهه ۱۹۶۰ به عنوان سینماگری خلاق به کارگردانی فیلم روی آورد.
او در سال‌های ۱۹۷۰ از نمایندگان اصلی "موج نو" یا سینمای مستقل آمریکا بود که بیشتر در نیویورک شکل گرفت. او برای دور ماندن از سلطه استودیوها، تهیه‌کننده بیشتر فیلم‌هایی بود که کارگردانی کرده‌است.
فیلم‌های "ایستگاه بعدی، گرینویچ ویلیج" (۱۹۷۴) از اولین فیلم‌های اوست که در جشنواره سینمایی کن شرکت یافت. فیلم سرگذشت جوانی یهودی را در میان جمعی از روشنفکران در اوایل دهه ۱۹۵۰ حکایت می‌کند و تا حدی از زندگی و تجارب خود مازورسکی گرفته شده‌است.
بیشترین شهرت مازورسکی به خاطر فیلم جسورانه "زن مجرد" (۱۹۷۸) است، که روح دوران طغیان جوانان و جنبش آزادی جنسی در آن انعکاس یافته‌است. آزادی جنسی، نقد سنت‌ها و اجبارهای خانوادگی با تکیه بر رهایی زنان از قیود پدرسالاری، بنمایه‌ایست که کمابیش در تمام فیلم‌های مازورسکی دیده می‌شود.
در فیلم "یک زن مجرد" اریکا (جیل کلیبورگ) و مارتین (آلن بیتس) پس از سال‌ها زندگی زناشویی اکنون به ملال و یکنواختی سنگینی دچار شده‌اند. وقتی مارتین از اریکا جدا می‌شود، دنیای زن فرو می‌ریزد و به افسردگی شدیدی دچار می‌شود. اما او رفته رفته هویت گم‌شده خود را بازمی‌یابد و چونان زنی آگاه و مستقل از آزادی به دست آمده لذت می‌برد.
وقتی مارتین پشیمان از جدایی به سوی او برمی‌گردد و خیال می‌کند که اریکا با آغوش باز در انتظار اوست، اریکا پاسخ منفی می‌دهد، زیرا دیگر به "آقابالاسر" نیازی ندارد.

## زندگی دروغین تازه به دوران رسیده‌ها
یکی از موفق‌ترین فیلم‌های مازورسکی کمدی "آس و پاس بورلی هیلز" (۱۹۸۶) است. فیلم با نقش آفرینی ریچارد دریفوس، نیک نولته و بتی میدلر به فروش بالایی دست یافت.
یک خانواده توانگر در ویلایی بزرگ با رفاه و تجملات خود دل خوش است، تا این که ولگردی آواره و "وحشی" وارد زندگی آن‌ها می‌شود و "خوشبختی" توخالی آن‌ها را نقش بر آب می‌کند. فیلم با بیانی ساده و طنزی دلنشین از نکته مهمی پرده بر می‌دارد: خانواده امروز در عین تجمل و رفاه ظاهری، از معنا و محتوای درونی تهی شده‌است.
در فیلم "صحنه‌هایی در مرکز خرید" که به نام "یک زناشویی معمولی" (۱۹۹۱) هم نمایش داده شده، با نقش‌آفرینی وودی آلن و بتی میدلر، یک زن و شوهر کالیفرنیایی هستند که از ملال زندگی زناشویی به ستوه آمده‌اند و به دنبال تجاربی هستند تا به زندگی خود اندکی نشاط و معنا بدهند.
در دسامبر ۲۰۱۳ در "گذرگاه افتخار" معروف شهر لس‌آنجلس، ستاره‌ای تازه به نام پل مازورسکی روی زمین نهاده شد.
مازورسکی شامگاه دوشنبه، ۳۰ ژوئن ۲۰۱۴، به علت ایست قلبی در ۸۴ سالگی در بیمارستانی در لس‌آنجلس درگذشت.

## افتخارات
- کاندید جایزه اسکار بهترین فیلم‌نامه غیراقتباسی ۱۹۶۹ برای فیلم باب و کارول و تد و آلیس
- کاندید جایزه اسکار بهترین فیلم‌نامه غیراقتباسی ۱۹۷۴ برای فیلم هری و تونتو
- کاندید جایزه اسکار بهترین فیلم‌نامه غیراقتباسی ۱۹۷۸ برای فیلم زن مجرد
- کاندید جایزه اسکار بهترین فیلم‌نامه اقتباسی ۱۹۷۸ برای فیلم دشمنان: یک داستان عاشقانه
- کاندید جایزه اسکار بهترین فیلم ۱۹۷۸ برای فیلم زن مجرد

## فیلمشناسی
| سال  | نام فیلم                       | عنوان انگلیسی                 | کارگردان | نویسنده |
| ---- | ------------------------------ | ----------------------------- | -------- | ------- |
| ۱۹۶۸ |                                | I Love You, Alice B. Toklas   |          | آری     |
| ۱۹۶۹ | باب و کارول و تد و آلیس        | Bob & Carol & Ted & Alice     | آری      | آری     |
| ۱۹۷۰ | آلکس در سرزمین عجائب           | Alex in Wonderland            | آری      | آری     |
| ۱۹۷۳ | مسائل عشق                      | Blume in Love                 | آری      | آری     |
| ۱۹۷۴ | هری و تونتو                    | Harry and Tonto               | آری      | آری     |
| ۱۹۷۶ | ایستگاه بعدی گرینویچ ویلیج     | Next Stop, Greenwich Village  | آری      | آری     |
| ۱۹۷۸ | زن مجرد (زن مطلقه)             | An Unmarried Woman            | آری      | آری     |
| ۱۹۸۰ | ویلی و فیل                     | Willie & Phil                 | آری      | آری     |
| ۱۹۸۲ | طوفان                          | Tempest                       | آری      | آری     |
| ۱۹۸۴ | مسکو روی هادسن                 | Moscow on the Hudson          | آری      | آری     |
| ۱۹۸۶ | آس و پاس بورلی هیلز            | Down and Out in Beverly Hills | آری      | آری     |
| ۱۹۸۸ |                                | Moon Over Parador             | آری      | آری     |
| ۱۹۸۹ | دشمنان: یک داستان عاشقانه      | Enemies, a Love Story         | آری      | آری     |
| ۱۹۹۱ | صحنه‌هایی از یک مرکز خرید عمومی | Scenes from a Mall            | آری      | آری     |
| ۱۹۹۳ |                                | The Pickle                    | آری      | آری     |
| ۱۹۹۶ |                                | Faithful                      | آری      |         |
| ۱۹۹۷ | لمس                            |                               |          |         |
| ۱۹۹۸ | چرا احمق‌ها عاشق می‌شوند         |                               |          |         |
| ۱۹۹۸ | وینچل                          | Winchell                      | آری      |         |
| ۲۰۰۳ |                                | Coast to Coast                | آری      |         |
| ۲۰۰۶ |                                | Yippee                        | آری      |         |